# Gordon Freeman
Gordon Freeman a Valve Software által készített FPS videójáték sorozat, a Half-Life-sorozat kitalált főszereplője, akit a játékos irányít. Freeman mint elméleti fizikus dolgozik az ugyancsak fiktív Black Mesa Research Facility-nél, ahol egy kísérletbe bonyolódik. Ezen kísérlet során rossz helyre nyit meg egy portált és ellenséges szörnyek veszik uralmuk alá a kutatóbázist.
Az első részben, a Half-Life-ban Freeman végigküzdi magát a bázison néhány alkalmazott kíséretében. A folytatásban, a Half-Life 2-ben Gordon-t évtizedekkel a Black Mesa incidens után megismertetik egy disztópiás világgal és megalakul egy földöntúli birodalmi erő, amely a Föld uralkodója lesz. Gordon ekkor csatlakozik egy emberi ellenállási csoporthoz és az elnyomókkal szemben segíti őket a küzdelmükben. A főhősnek különböző szituációkban kell helytállnia és bár a többi szereplő beszél, Gordon Freeman a sorozat egyik részében sem mond semmit. Nincsenek videóbejátszások, se küldetéseligazítások: az egész játék a főhős nézetében játszódik (ezt hívják FPS-nézetnek), vagyis olyan, mintha maga a játékos élné át az eseményeket, Gordon összes mozdulatait ő irányítja.

## Karakterjellemzés
A HEV suit-ja mellett Gordon Freeman észrevehető testi jellemzői a vastag, fekete keretes szemüveg és a szakáll. A Valve Half-Life 2: Raising the Bar című dokumentációs könyvében írtak szerint a Gordon Freeman név Freeman Dyson előtti tisztelgésből jött. A könyv szintén felfedi, hogy Gordon Freeman fejének textúrája „túl nagy munka volt egy ember számára”, ezért négy különböző ember fejéből rakták össze Freeman fejét. Gordon egy korábbi modelljének, akit Ivan, a Space Biker-ként ismertek, körszakálla volt, amelyet később megnyírtak. A könyv továbbá több különböző kezdetleges képet is tartalmaz Freeman korábbi modelljeiről.
A Valve biztosította a játékost már a Half-Life megjelenésekor, hogy a játékos és Gordon tapasztalatai a játék során egy és ugyanazok legyenek. Ilyen például az, amikor a Half-Life 2-ben Isaac Kleiner laboratóriumában vagyunk és kiteleportálódunk a helyiségből a városba, nevezetesen City 17-be. Ezt a fejlesztők megoldhatták volna egy egyszerű videobejátszással is, de inkább azt a stratégiát követték, hogy a játékos belső nézetben élje át a játék minden egyes mozzanatát.

### Karakterfejlődés
A Seattle-ben élő Gordont korán elkezdte érdekelni az elméleti fizika, azon belül is a kvantummechanika és a relativitáselmélet. Gyermekkori példaképei Albert Einstein, Stephen Hawking és Richard Feynman voltak. Miután több teleportációs kísérletet is megfigyelt Ausztriában, Gordon a teleportálás megszállottja lett, majd a Massachusetts Institute of Technologyn szerezte meg doktori diplomáját elméleti fizikából. Doktori disszertációjában rendkívül sok mindent leírt a teleportációról.
Gordon teleportációs kutatásai miatt a Black Mesa Research Facilityhez került, hogy egy titkos kutatási projekten dolgozzon, volt MIT-s mentorával, Dr. Isaac Kleinerrel. Beköltözött a Black Mesára, és az Anomalous Materials osztályon magfizikai és szubatomi részecskés előadásokat tartott. Az oktatás mellett Freeman belekeveredik a Black Mesánál egy kísérleti jellegű kutatásba.
A játék részei gyakran rávilágítanak arra a tényre, hogy Gordon Freeman bizony kevesebbet dolgozik, mint egy elméleti fizikus, hiszen egy elméleti fizikusnak nem csak abból áll a munkája, hogy gombokat nyomkodjon egy laboratóriumban. A Half-Life 2 elején Barney Calhoun némi iróniával szemlélteti is ezt, amikor is Freemannek egy kábelt kell visszadugnia a konnektorba: „Szép munka, Gordon. Csak bedobtad és már kész is. Megérte az MIT-n tanulnod, most kamatoztathatod a tudásod.” Gordonnak rendkívüli harci képességei is vannak, amelyeket a játék során gyakran használ (illetve maga a játékos). Könnyedén meg tud küzdeni akár egy harcedzett katonával is, annak ellenére, hogy soha sem vett részt semmiféle testi tréningen: Gordon csak a Black Mesa Akadálypályáján vett részt, illetve hatéves korában készített egy butánnal hajtott teniszlabda-ágyút.
A legelső Half-Life epizódban egy balul sikerült teleportációs kísérlet következményeként egy interdimenzionális kapu nyílik meg a Földön, melynek köszönhetően a Black Mesa kutatóközpont területét elözönlik a Xen világából származó értelmes és értelem nélküli idegen lények. Mivel az idegenek mindenkit megtámadnak, Gordon elsődleges feladata az lett, hogy tudóstársa, Dr. Eli Vance kérésére segítséget kérjen, és e célból menjen fel a felszínre. Ám hamarosan rá kell jönnie, hogy a hadsereg különleges osztagai segítségével el akarja tussolni az ügyet, s minden túlélővel végezniük kell. Freeman kalandos körülmények közepette igyekszik megúszni a dolgokat, majd végül tudóstársai segítségével a Xenre teleportál. Ott végez a dimenziókaput nyitva tartó Nihilanthtal, ám ekkor megjelenik a rejtélyes G-Man, aki mindvégig figyelte ténykedését. Ajánlatot tesz neki az életéért cserébe: dolgozzon neki.
A Half-Life 2 puszta léte azt bizonyítja, hogy Gordon Freeman elfogadta az ajánlatot. Hősünk közel két évtizedig térből és időből kiragadva lebegett, mígnem G-Man fel nem ébresztette, és egy új idegen faj, a Combine-ok által megszállt Földre nem tette. Itt találkozott a Black Mesa-i régi ismerőseivel, akik lázadáson törték a fejüket a kutatólabor egykori vezetője, a combine-ok bábjává alacsonyodott Dr. Breen ellen. Gordon szép lassacskán kivívja az emberek elismerését, akikkel együtt megrohamozták City 17 központját, a Citadellát. Végeztek Breennel, de ekkor G-Man ismét elragadta Freemant, ezúttal a választás lehetősége nélkül. Ekkor azonban néhány baráti idegen lény (Vortigaunt) segítségével megmenekült, ám ekkor újabb feladat vár rá: meg kell mentenie City 17 lakosságát a Citadella robbanásától. Az evakuálást sikeresen levezénylik, de ekkor egy újabb portál nyílik, melyen keresztül a combine-ok ismét inváziót készülnek végrehajtani. Hogy bezárhassák, Freemannek át kell haladnia egy erdőn, míg el nem jut a White Forest lázadóbázisra, ahonnét meg tudnák akadályozni az újabb támadást. Kalandos körülmények közepette ez sikerül is neki, ám ekkor kiderül, hogy messze északon a Borealis hajón van valami, ami újabb Black Mesa-incidenst okozhatna. Gordon és Dr. Vance éppen ide utaznának, ám egy rajtaütésszerű támadás miatt szándékuk meghiúsul, Dr. Vance pedig meghal.

## HEV suit
Gordon-nak egy úgynevezett Hazardous Environment Suit (magyarul, Veszélyes Környezeti Ruha), rövidebb nevén HEV suit nevű speciális sárga, szürke és fekete színű ruhája van, amely megvédi őt kalandjai során az esetleges támadásoktól és kártékony hatásoktól. A HEV suitot úgy tervezték, hogy viselőjének védelmet nyújtson sugárzásokkal és energiakibocsátásokkal szemben is. A Half-Life-ban a HEV suitot feltöltő egységeknél a HEV szócska után egy trade mark, azaz egy „tm” jelzést írtak, amely arra utal, hogy vagy a feltöltő egység, vagy maga a ruha, esetleg mindkettő egy nem kormányzati szervezet által kiadott termék, esetleg termékek. A Half-Life 2-ben ez a töltő egység is megtalálható, mintegy easter eggként, amelyen már nem szerepel a trade mark jelzés.
A ruha fő tulajdonsága egy elektromosan működő „magas behatású reakciós páncélzat”, amely ha fel van töltve, akkor nagyobb károkozást tud elviselni (akár kétszeres vagy háromszoros nagyságút is), mint amekkorát Gordon tudna páncél nélkül. Ha a páncél teljesen fel van töltve, akkor Freemant akár egy rakéta-meghajtású gránáttól is meg tudja védeni. A páncél feltöltését többféle módon is megteheti a játékos: vagy használja a földön, illetve dobozokba rejtett kis töltő egységeket, vagy a falakra kihelyezett töltő állomásokon keresztül tölti fel a HEV suit-ot. Az öltözéknek saját oxigén-ellátó készüléke, beépített elemlámpája, rádió-vevőkészüléke, különböző felvevő berendezése és egy Geiger–Müller-csöve van. Továbbá egy HUD kijelző is szerepel a páncélon, amely kijelzi Gordon életerejét, a páncél töltöttségének szintjét és az adott fegyver lőszerének mennyiségét. A fegyverek közötti váltogatást egy fegyverkezelő rendszer segíti és egy célkereszt is Freeman segítségére van a jobb célzás érdekében.
A Half-Life-ban Gordon egy Mark IV-es típusú páncélt visel magán, míg a Half-Life 2-ben Mark V-öset. A Mark IV-es páncéllal Gordon hosszabbat és nagyobbat tud ugrani, míg a Mark V-ösben már jóval több szolgáltatás szerepel: ugyan ezzel már nem lehet nagyobbat ugrani, viszont lehet vele zoomolni és a Combine-ok energiatöltő egységeit használni. Mindkét páncél ugyanazt a tartalék-energiát használja a futáshoz, a világításhoz és az oxigéntankhoz, egészen a Half-Life 2 Episode One-ig, mivel az Episode Two-ban az elemlámpa már külön van szeparálva a páncél energiájától. Így ha éppen fut a játékos, és be szeretné kapcsolni az elemlámpát, akkor nyugodtan megteheti, mivel nem azt az energiát használja a lámpa. Ezáltal külön töltődik fel a két szolgáltatás, az elemlámpa jóval gyorsabban.
Nem csak Freeman-nek van egyedül HEV suitja. Halott Black Mesa kutatókat lehet találni a Half-Life Xen bolygóján, akiknek szintén ugyanolyan ruhájuk van, mint Freeman-nek. A játék legelején a C szektornál két üres HEV töltő-egység is van, amelyek azt mondják, hogy már használták őket a Half-Life: Decay főszereplői, név szerint Gina Cross és Colette Green. A görög ábécéből származó lambda jel (λ) mindegyik HEV suit-on megtalálható. Továbbá többféle módon is megjelenik a sorozat részeiben: a játék címében az „a” betűt kicserélték erre a szimbólumra (Hλlf-Life), illetve a Half-Life 2-ben az emberi ellenállás jelképe, a rejtett csomagok környékén is ilyen jel látható, és a jobban felfegyverezett ellenállók karjain is ez a jel szerepel.

## Mellékszerepek
|  | Alább a cselekmény részletei következnek! |

A Half-Life-hoz kiadott két kiegészítőben nem Gordon Freeman a főszereplő, viszont a játékos elcsípheti őt egy-egy jelenetnél, amelyeknél továbbra sem mond egyetlen szót sem:
1. A Half-Life: Opposing Force-ban egy tengerészgyalogos, nevezetesen Adrian Shephard bőrébe bújva kell végigjátszani a játékot, ugyanazon történet mentén, mint ami a sima Half-Life-ban van. Shephard akkor találkozik ebben a kiegészítőben Gordonnal, amikor a doktor a Xen-re teleportálódik a Lambda Komplexumban. A tengerészgyalogos megpróbál Freeman után menni, ám mikor bemegy a portálba, vége a játéknak.

1. A játék másik kiegészítőjében, a Half-Life: Blue Shift-ben egy Barney Calhoun nevű biztonsági őrt alakít a játékos, aki három alkalommal látja Gordont. Először a játék elején, mikor Gordon a vonaton utazik, másodszorra egy kamerán keresztül, mikor a doktor a HEV suit raktárhoz megy, s végül harmadszorra azt látja, amint épp pár HECU katona a szemétpréselőbe hajítja Freemant.

1. A Hunt down the Freeman című rajongói játékban, ahol Mitchell Shephard őrmestert alakítjuk, bár a történet szempontjából fontos szerepet kap, csak egyszer egy átvezető videó során láthatjuk.

|  | Itt a vége a cselekmény részletezésének! |

## Külső hivatkozások
- Half-Life 2 hivatalos oldala (angolul)
- Valve Software hivatalos oldala (angolul)
- Half-Life Wiki (angolul)
- Half-Life története (angolul)